# 土曜ワイドラジオTOKYO 永六輔その新世界
『土曜ワイドラジオTOKYO 永六輔その新世界』（どようワイド ラジオとうきょう えいろくすけ そのしんせかい）は1991年4月13日から2015年9月26日まで、TBSラジオで毎週土曜午前8:30 - 13:00に生放送されていた、永六輔がパーソナリティのラジオ番組である。新聞のラテ欄においては『永六輔の土曜ワイド』と書かれていた。
タイトルにある「ラジオTOKYO」とは、TBSラジオの前身の放送局名「ラジオ東京」のこと。
Paraviにおいて、有料配信を行っていた。

## 概要
1991年4月13日放送開始。『土曜ワイドラジオTOKYO 永六輔その新世界』は、TBSラジオで1970年以降放送されている「土曜ワイド」の6代目である（土曜ワイドの歴史は後述）。永は1975年以来16年ぶりに「土曜ワイド」のメインパーソナリティに復帰した。
1991年という時代背景からはがき・ファックス※（番組ではこちらも番組音楽同様、永の意向で言い方を原則、「ファクシミリ」の正式名称で募集していた。終了後の現在も外山・長峰・堀井はそれぞれの担当番組で「ファクシミリ」を用いている。）・生電話により引き続き募集していたが、番組のメールでの受け付けもEメールの普及とともに1990年代終わりから始まり、番組公式メールアドレスは計2回変更されている「rokuchan@best.tbs.co.jp」（ - 2004年） → 「rokuchan@tbs.co.jp」（2004年 - 2009年）→「santaro@tbs.co.jp」（2009年 - 2015年）。2010年6月12日放送分で放送回数が1000回を突破した。2015年8月1日放送分で1268回（推定）を数えている。オープニングBGM、今週のご隠居語録で使用されるBGM、交通情報、ニュースなど、概ね永の意向により第1回放送より変わらず高田みどり演奏、モノラル音源のオリジナルBGMを一貫して使用し続けた（当然、交通情報やニュースは同じTBSラジオの他番組BGM・オープニングとは異なる）。
2000年4月1日までは8:30 - 14:00の5時間半のワイド番組で、12時以降はトヨタ自動車（TOYOTA）とトヨタディーラー（トヨタの販売店）の単独協賛による「永六輔その新世界」（開始から1994年9月までは「TOYOTAビッグ･サタデー 永六輔の土曜は満点!」）となる2部構成だったが、「小堺一機のサタデーウィズ」の開始に伴い放送枠が分割されたため、2000年4月8日からはトヨタの協賛枠がなくなり、番組終了時まで4時間半の放送となった。当初パーソナリティの候補には、小島一慶が候補に上がっていたが、この時期に小島が不倫騒動を起こし、急遽初代パーソナリティの永六輔が、1975年の降板以来16年ぶりに生放送へ復帰することとなった。
「ラッキィ池田のTOKYO粗雑な疑問」のコーナーが、街頭中継からオープニングに公衆電話で出演し、それからスタジオに移動する形式に変更された。ただし、例外的に街頭中継の時もある。2009年10月3日放送分までは、スタジオとのトークを交えながら、ゲストが954情報キャスターといっしょにゆかりの町を歩く「乙女探検隊～関東新地図」コーナーが長く放送されていた。
「六輔六日間」のサブタイトルは、かつて「あの町この町旅先小町」であったが、永の高齢化による行動範囲の変化により、末期は「今週のご隠居語録」となった。
2007年10月6日には、ABCラジオで放送されている「おはようパーソナリティ道上洋三です」の道上洋三・秋吉英美が出演した。この時は、「交遊録」のコーナーが始まったかと思うと、突然『おはパソ』のテーマ曲である「クラリネットポルカ」が流れ、道上と秋吉が挨拶を始めた。つまり永と外山がゲスト扱いになった。これ以前にも道上は過去にもこの番組に出演している。
2008年9月13日放送分は、鹿児島市の城山観光ホテルに設けられた特設スタジオからの生中継で放送した。レギュラースタッフは勿論、中継レポーターのラッキィ池田も帯同して鹿児島県日置市の焼酎工場から生中継を行った。猪俣睦彦、二見みすずなどの南日本放送ラジオのパーソナリティーもゲスト出演した。
同様のコラボレーションとして2014年5月10日放送においての「午後のお客様」でCBCラジオ「つボイノリオの聞けば聞くほど」からつボイノリオと小高直子（CBCアナウンサー）が出演する。
2010年1月2日放送の「ラジオなんですけど」において、永が客演し、初期の「土曜ワイド」の録音を交えながら思い出を対談した。
2011年9月30日、高齢化して苦闘する永六輔の姿を追ったドキュメンタリー「永六輔･戦いの夏」がNHK総合で放送された。この番組の放送風景がメインで、民放のスタジオ内部をNHKがテレビで流す珍しい事例となった。

## 番組の終焉
2015年8月22日放送分の中で、9月26日放送分を最後に番組を終了することが発表され、24年半・1275回の大河番組（初代の5年を入れると累計29年半）の歴史にピリオドを打った。永、三太郎、外山の3人はこの番組終了後の10月改編（9月28日開始）より、月曜18:00 - 19:30に生放送される、この番組の体裁を引き継いだ新番組『六輔七転八倒九十分』のパーソナリティーを担当。後番組はお笑いコンビナイツがパーソナリティを務める『土曜ワイドラジオTOKYO ナイツのちゃきちゃき大放送』。
最終回（2015年9月26日）の放送では、エンディングに永の第1期パーソナリティ時代であった1970年 - 1975年に放送された当時の主題歌である「アメリカンメロディー」をバックに流し、最後に『久米宏 ラジオなんですけど』から久米宏と堀井美香、および番組スタッフが一堂に会して「永さんありがとうございました」とあいさつした（放送音源参照）。

## 放送時間遍歴
1. 1991年4月13日 - 2000年4月1日 8:30 - 14:00（うち、12時からの午後の部はトヨタ自動車とトヨタディーラー単独協賛「TOYOTAビッグ･サタデー 永六輔の土曜は満点!→永六輔その新世界」として）
2. 2000年4月8日 - 2015年9月26日 8:30 - 13:00（トヨタ協賛枠廃止）

## 出演者

### スタジオ

#### パーソナリティー
- 永六輔

#### アシスタント
- 外山惠理（TBSアナウンサー）
- はぶ三太郎

### リポーター

#### 「ラッキィ池田のTOKYO粗雑な疑問」担当
- ラッキィ池田

#### 「乙女の笑顔でおじゃまします」担当
- 阿部文音  (TBS954情報キャスター)
- 加藤奈央  (TBS954情報キャスター)
- 永井亜季 (TBS954情報キャスター)
- 大鋸友紀  (TBS954情報キャスター)
  - 「乙女隊」と呼ばれることもある。週替わり

### ニュースデスク
- 杉山真喜人（ - 1991年9月）
- 今村稔（1991年10月 - 2013年3月）
- 内山研二（2013年4月 - 2015年9月）

## 歴代アシスタント
- 長峰由紀：1991年4月 - 1996年3月
- 雨宮塔子：1996年4月 - 1999年2月
- 堀井美香：1999年3月 - 2000年4月
- 外山惠理：2000年5月 - 2015年9月

## 常連ゲスト
永の高齢化に伴い、サブパーソナリティ的な形で常連ゲストが登場する。
- ピーコ - おすぎと共に永がラジオデビューの恩人である。登場時は永は必ずピーコが選んだ服を着てくる。
- きたやまおさむ - ザ・フォーク・クルセダーズの時代から永と親交があり登場。近年は登場のたびに主治医扱いされている。
- 豊竹咲大夫 - 古典芸能文楽の太夫。国立劇場出演時など大阪より上京の機会があると登場する。おっとりとしたほうの大阪弁が聴ける。
- 松島トモ子 - こちらも古いつきあいで出演、番組ではそのイメージと異なる本格録音レポートを伝え、ジャーナリスト的側面を発揮している。
- 木村万里 - 演芸プロデューサー、ライター。笑芸系の舞台や芸人を紹介した。
- 増田明美 - 元マラソンランナー、現解説者。スポーツがらみのときに登場。
- 若山弦蔵 - 「バックグラウンド・ミュージック」番組終了後、番組最終盤の30分に月一回だけ登場し、若山セレクトの音楽をかける。
- 鎌田實 - 諏訪中央病院名誉院長。北山とともに主治医扱いを受ける。
- 中山千夏 - 上記松島とともに子役時代からの付き合いで、時折登場。
- 小室等 - 時折登場。古い付き合いだが、共に協力している「ゆめ風基金」のつながりの話が多い。
- 大橋巨泉 - セミリタイア後、春秋の「日本が一番いい季節」のときだけ帰日し、番組に登場する。因みに第1回放送開始の時にゲスト出演し、最終回もゲスト出演した。

## 番組終了時のタイムテーブル
8:27　『土曜朝イチエンタ。堀尾正明+PLUS!』のクロストークで、永と外山のあいさつがある。
8:30　オープニング（高田みどりのパーカッションBGM）
- 末期は永本人のトークから始まるパターンがほとんど。
- 永と外山によるあいさつや自己紹介はない。
- ラッキィによる公衆電話からの中継とTBS954情報キャスターによる中継があり、その後、交通情報や放送中の電話、FAX、メールの宛先の紹介を行う。

8:40　六輔6日間－今週のご隠居語録（旧：あの町この町旅先小町）
- 永の1週間を振り返る。

8:48　都民ニュース　※東京都提供。
8:55　TBSラジオ交通情報
9:00　六輔 話の特集    ※毎日新聞社提供。
- ゲストを迎えて永との1対1での対談を行う

9:27　TBSラジオ交通情報
9:35　ラッキィ池田のTOKYO粗雑な疑問
- ラッキィがスタジオで様々な話題を提供する。

9:45　野坂昭如さんからの手紙     ※カタログハウス提供。
- 病気療養中の野坂昭如の近況報告。

9:50　TBSニュース（担当：内山研二（この時間帯から）
9:53　TBSラジオ交通情報・天気予報　※救心製薬（天気予報）提供。
天気予報では、外山と気象予報士が、会話をしながら伝える。
9:55ごろ ラッキィ池田のクイズの答え合わせと当選者発表。
10:00　六輔交遊録　※サンスター ホーチキ 他数社提供。
- ゲストを招いてトークをすることもあるが、永の話を外山が相槌を打ちながら聞くこともある。

10:25　TBSラジオ交通情報　※崎陽軒提供。
10:30　TBSラジオショッピング
- 三太郎は紹介される商品を放送中に注文することがある。ビーバーエアコンを紹介される度に買っていた。

10:40　明解さんちゃん　※三省堂提供。
- リスナーから寄せられた言葉の由来についての疑問に三太郎が答える。

10:45　音のペダル　※KEIRIN提供。
- 自転車にまつわるリスナーのはがきを紹介。

10:50　TBSニュース
10:54　TBSラジオ交通情報
11:00　土曜ワイドびっくり箱（旧：六輔びっくり箱）
- リスナーからテーマに沿って寄せられたメッセージを紹介するコーナー。

11:28　TBSラジオ交通情報　※東京都トラック協会提供。
11:30　ニュース惠理ごのみ
- 岩城浩幸解説委員に話題のニュースを解説してもらう形だった。

11:50　乙女の笑顔でおじゃまします
- TBS954情報キャスターが、首都圏の行楽情報やお出かけスポットを中継で送る。

11:56　TBSラジオ交通情報　※東京トヨペット提供。
12:00　午後のお知らせ
- 簡単なあいさつがある。

12:02　お昼のニュース・天気予報
- TBSテレビで11:45から放送されている『JNN NEWS』の内容を5分程度にまとめたものであり、リポート等の素材は『JNNニュース』のものをそのまま使用している。
- この手法は大沢悠里のゆうゆうワイドとほぼ同じ。
- この時間の天気予報では近年ではリスナーからのリクエストによる「個人的天気予報」のミニコーナーがある。

12:10　おぎやはぎのクルマびいき　※トヨタ自動車提供。
12:30　TBSラジオ交通情報　※ホスピタルメント武蔵野提供。
12:35　お昼のゲストルーム
12:50　TBSラジオ交通情報　※司法書士法人・新宿事務所提供。
12:53　エンディング
- 『久米宏 ラジオなんですけど』のクロストークで、久米宏と堀井美香のあいさつがある。
- たまに永がブチ切れすることがあった。
- 最後に来週のお知らせと、出演者の紹介がある。はぶ三太郎の一言が最後ささやくような声で入る。
- 1年最後の放送日のラストは、大沢悠里のゆうゆうワイド同様、番組スタッフの紹介に加え、この番組の出演者紹介を外山が行っていた。

## 歴代のコーナー
- 六輔六日間〜あの町・この町・旅先小町
- 六輔 話の特集
- ロッテ・健康Come!噛む!
- 乙女探検隊が行く〜関東新地図
- ラッキィ池田のTOKYO粗雑な疑問
- 都民ニュース
- 六輔交遊録
- 野坂昭如さんからの手紙
- 三省堂・明解さんちゃん
- 音のペダル
- 六輔びっくり箱
- あの人に逢いたい （1988年頃から、逢いたい人への思いを綴った手紙を読み上げる）
- ニュース惠理ごのみ
- ルート六輔道草話
- 六輔祭りばなし
- 関東甲信「道の駅」週末情報
- おぎやはぎのクルマびいき
- 関谷浩至TOKYO看板批評
- 関谷浩至クイズTOKYO生マイク
- 関谷浩至TOKYO昼下がりの事情
- 中村欣資のもっとアジアへ

## 過去の出演者
- 関谷浩至：TBS社員。入社当初はテレビ制作局で「ぴったしカン・カン」「しゃれっぽクラブ」などのディレクターとして活躍していたが、80年代後半よりその話術が社内で評判となり、出演者として活動。番組開始初期「TOKYO看板批評」「クイズTOKYO生マイク」「TOKYO昼下がりの事情」と、中継の主要3コーナーを受け持ち人気者になる。1992年には一般職で入社したTBS社員としては初めて平日午後ワイド「関谷浩至と花の東京応援団」のパーソナリティにも抜擢された。一時は永六輔、大沢悠里が次代のラジオの後継者とみなしていたが、94年にラジオを引退し、管理部門へ異動した。ラジオを引退した後も「大沢悠里のゆうゆうワイド」にゲスト出演した事があった。

- 山中伊知郎：作家。番組初期に、関谷浩至と東京都内にある場所（名も無き坂道や公園、神社など）で昼食を食す「東京昼下がりの事情」や、その後消え行く職人を紹介するコーナーで活躍し、その巨体と低音に比べて意外と気弱な一面が人気を博した。現在は芸能プロダクション山中企画の代表取締役社長。浅井企画のお笑いタレントセミナーおよび放送作家セミナーの講師兼プロデューサー、各種お笑いライブのプロデューサーをも務め、後進の育成に当たっている。

- 中村欣資：元TBSラジオニュースデスク。アジアについての博学ぶりから「中村欣資のもっとアジアへ」というコーナーを担当出演、その穏やかな口調とは対照的な骨のある内容であった。

- 崎山敏也：「ニュース惠理好み」のコーナーで解説を担当（2002年 - 2010年）。

- 柳沢怜：954情報キャスター。「乙女探検隊～関東新地図」や「乙女の笑顔でおじゃまします」など中継コーナーを担当。

他にも笑福亭笑瓶 や、アナウンサーの鈴木史朗 などもコーナーパーソナリティを務めた。

## 番組関連商品
書籍
- 「土曜日に逢いましょう」
- 「想像力と創造力」
- 「想像力と創造力 3 ラジオから見えるニッポン」

以上、毎日新聞社刊。
CD
- 土曜ワイドラジオTOKYO 永六輔その新世界 特選ベスト〜泣いて笑って旅物語篇（2016年8月29日）[11]